# Мост Табиат
Мост Табиат (перс. پل طبیعت) — крупнейший пешеходный мост в Тегеране. Его длина составляет 270 метров. Мост Табиат соединяет два парка — Талегани (перс. پارک طالقانی‎) и парк Аб-о-Атеш (перс. پارک آب و آتش‎). Мост располагается над шоссе Шахид Модаррес, одной из главных автомагистралей в северном Тегеране.

## Название
Слово «Табиат» (перс. طبیعت‎) обозначает «природа». Мост назван так, потому что он находится между двумя большими парками с густой растительностью.

## Строительство
Архитектором проекта была Лейла Арагиян — иранский архитектор, магистр архитектуры Университета Британской Колумбии. Процесс проектирования моста занял около года. Лейла Арагиян подошла к разработке проекта со всей серьёзностью. Как заявила сама архитектор, она хотела, чтобы новый мост был «местом, где люди могут надолго оставаться и думать о своём, а не просто проходить из одного парка в другой». Именно поэтому на мосту находится множество скамеек.
Процесс строительства начался в 2010 году. В общей сложности для постройки моста было использовано 2000 тонн стали и 10000 кубических метров бетона. В октябре 2014 года строительство было завершено. Для страховки от падения на дорогу стройматериалов под мостом были проведены специальные платформы и временные туннели.

## Награды
Когда мост Табиат был достроен, его архитектор получила международную известность. По итогам народного голосования мост Табиат получил первое место из пяти в конкурсе мировой городской архитектуры. Таким образом, в 2015 году Лейла Арагиян получила премию в номинации «автомагистрали и дороги» от Architizer A+ Awards.
В 2014 году мост Табиат был выбран лучшей постройкой из стали в Иране и внесён в список шести красивейших мостов Ирана, а Лейла Арагиян получила международный приз Golden Brick Awards.
В 2016 году архитектор моста получила премию Ага-Хана по архитектуре.